# Minettia martineki
Minettia martineki is een vliegensoort uit de familie van de Lauxaniidae. De wetenschappelijke naam van de soort is voor het eerst geldig gepubliceerd in 1991 door Ceianu.